# Vasa Kellakiou
Vasa Kellakiou es un pueblo perteneciente al distrito de Limasol, Chipre. El nombre del pueblo está relacionado con su ubicación. Antiguamente Vasa era la base de otros ocho pueblos vecinos. Estos pueblos no existen hoy en día, sólo se conservan algunas ruinas. Un hecho histórico que se conoce de la zona es la existencia de un gran túnel que servía para esconder a los habitantes de los bárbaros durante sus incursiones durante la época veneciana. Sólo existe la entrada del túnel.

## Superficie
Cuenta con una superficie de 17,06 kilómetros cuadrados.

## Demografía
Hasta 2021 la población era de 73 habitantes, con una densidad de población de 4,279 habitantes por kilómetro cuadrado.
| Gráfica de evolución demográfica de Vasa Kellakiou entre 1976 y 2021                 |
|                                                                                      |
| Datos según Population statistics of Eastern Europe & former USSR y City Population. |